# Campeonato Potiguar
Campeonato Potiguar - ligowe mistrzostwa brazylijskiego stanu Rio Grande do Norte.

## Format
Pierwsza liga
- Pierwszy etap

Kluby grają ze sobą każdy z każdym po jednym meczu
- Drugi etap

Najlepsze 8 klubów z pierwszego etapu grają ze sobą systemem pucharowym mecz i rewanż. Zwycięzca drugiego etapu zostaje mistrzem stanu.
Klub, który zajął ostatnie miejsce w pierwszym etapie spada do drugiej ligi.
Jak w przypadku wszystkich brazylijskich rozgrywek format ulega częstym zmianom.

## Kluby
Pierwsza liga
- ABC Futebol Clube
- Alecrim Futebol Clube
- América Futebol Clube
- Associação Sportiva Sociedade Unida (ASSU)
- Associação Cultural Esporte Clube Baraúnas
- Atlético Clube Coríntians
- Macau Esporte Clube
- Associação Cultural e Desportiva Potiguar
- Potiguar Esporte Clube
- Associação Cultural e Desportiva Potyguar Seridoense
- São Gonçalo Futebol Clube
- Sport Clube Santa Cruz

## Lista mistrzów
- 1919 América
- 1920 América
- 1921 ABC
- 1922 América
- 1923 #
- 1924 ABC
- 1925 Alecrim
- 1926 América
- 1927 América
- 1928 ABC
- 1929 ABC
- 1930 América
- 1931 América
- 1932 ABC
- 1933 ABC
- 1934 ABC
- 1935 ABC
- 1936 ABC
- 1937 ABC
- 1938 ABC
- 1939 ABC
- 1940 ABC
- 1941 ABC
- 1942 ABC
- 1943 Santa Cruz
- 1944 ABC
- 1945 ABC
- 1946 América
- 1947 ABC
- 1948 América
- 1949 América
- 1950 ABC
- 1951 América
- 1952 América
- 1953 ABC
- 1954 ABC
- 1955 ABC
- 1956 América
- 1957 América
- 1958 ABC
- 1959 ABC
- 1960 ABC
- 1961 ABC
- 1962 ABC
- 1963 Alecrim
- 1964 Alecrim
- 1965 ABC
- 1966 ABC
- 1967 América
- 1968 Alecrim
- 1969 América
- 1970 ABC
- 1971 ABC
- 1972 ABC
- 1973 ABC
- 1974 América
- 1975 América
- 1976 ABC
- 1977 América
- 1978 ABC
- 1979 América
- 1980 América
- 1981 América
- 1982 América
- 1983 ABC
- 1984 ABC
- 1985 Alecrim
- 1986 Alecrim
- 1987 América
- 1988 América
- 1989 América
- 1990 ABC
- 1991 América
- 1992 América
- 1993 ABC
- 1994 ABC
- 1995 ABC
- 1996 América
- 1997 ABC
- 1998 ABC
- 1999 ABC
- 2000 ABC
- 2001 Coríntians
- 2002 América
- 2003 América
- 2004 Potiguar de Mossoró
- 2005 ABC
- 2006 Baraúnas
- 2007 ABC
- 2008 ABC
- 2009 ASSU
- 2010 ABC
- 2011 ABC
- 2012 América
- 2013 Potiguar de Mossoró

### Kluby według tytułów
- 52 - ABC
- 32 - América
- 5 - Alecrim
- 2 - Potiguar de Mossoró
- 1 - Corintians, Santa Cruz, Baraúnas, ASSU